# 艾伦·伍兹
艾伦·伍兹（英語：Alan Woods；1944年10月23日—）是英国托派政治理论家和作者。他是革命共产国际及其英国支部革命共产党的主要领导人，并负责编辑国际马克思主义趋势的网站——“保卫马克思主义”。
直到1990年代，伍兹支持工党及其上级组织工人国际委员会中的战斗倾向。但因为一系列关于策略和理论的争执，艾伦·伍兹和泰德·格兰特离开了工人国际委员会，于1992年成立了马克思主义国际委员会，不久之后更名为国际马克思主义趋势。他们实行“打入主义”战略，继续加入工党。
伍兹曾发声支持委内瑞拉的玻利瓦尔革命并多次会见委内瑞拉总统乌戈·查韦斯，有人猜测他可能是这位总统亲密的政治顾问。

## 政治生涯

### 早期生活
伍兹出生在南威尔士的工人家庭中。他在16岁时加入工党青年社会主义者，成为马克思主义者，支持工党内部的托派组织战斗倾向。他先后在萨塞克斯大学、索非亚大学和莫斯科国立大学学习俄语。他在布莱顿所做的工作为战斗倾向在学校和市镇获得重要基础。
随后他回到南威尔士，全身心投入到当地组织工作中。1970年代初，伍兹夫妻和两个女儿迁居西班牙，他广为人知的政治倾向使他直面与佛朗哥独裁政权的斗争。伍兹在西班牙建立了工人国际委员会的西班牙支部。伍兹能够使用多种语言，包括意大利语、英语、西班牙语、法语、德语和俄语。

### 战斗倾向的分裂
1990年代初，伍兹和他的导师泰德·格兰特离开战斗倾向和它的上级组织工人国际委员会，因为他们认为，组织决定与工党分裂是犯了极左的错误。格兰特领导的少数派认为减少对政治教育的强调以及围绕在彼得·塔菲周围形成的官僚化的小团体损害了战斗倾向。格兰特、伍兹以及他们的支持者们于1992年建立马克思主义国际委员会，随后更名为国际马克思主义趋势，他们继续在工党内部活跃。

### 近期活动

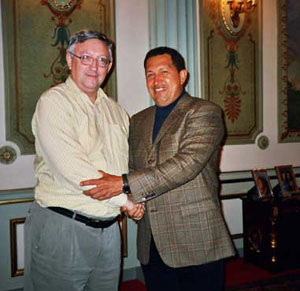
艾伦·伍兹会见查韦斯。

伍兹曾是马克思主义杂志社会主义呼吁的编辑，该刊于伦敦出版。目前他是国际马克思主义委员会主要的理论家，是其网站保卫马克思主义的主要编辑。他主要研究委内瑞拉目前的政治局势以及其它地方的革命者的任务。
伍兹和委内瑞拉总统胡戈·查韦斯有过多次会面，主张玻利瓦尔革命是世界革命的先声。伍兹同样去往巴基斯坦、玻利维亚、中东和古巴，支持当地的革命进程。他是托洛茨基外孙维谢沃洛德·柏拉图诺维奇（俄语: Всеволод Платонович Волков）的好友，后者认为伍兹的思想和托洛茨基的理论最为接近。查韦斯曾公开说他详细阅读了伍兹的《改良主义还是革命》，使人猜测伍兹曾是总统的顾问。
2010年，伍兹因为他在国际马克思主义委员会网站上的一篇文章《委内瑞拉革命将去往何方》遭到了严重批评，首先批评他的是委内瑞拉国内的一些报纸和查韦斯的反对党，然后是国际媒体中的保守派。当时他在委内瑞拉大选后主张将玻利瓦尔革命推得更远，“占领经济制高点”。他对这些攻击的回复获得了委内瑞拉媒体的广泛关注。
2012年11月，伍兹到美国和加拿大进行了演讲旅行。
2015年11月，伍兹表示，科尔宾成功竞选工党领袖中让他预感到革命性发展的萌芽。

## 著作
- 我们时代的马克思主义 (1992)
- 危机中的中国 (1994)
- 欧盟的另一种可能——社会主义 (1997)
- 阿尔巴尼亚的革命 (1997)
- 资本主义危机的新阶段 (1998)
- 印度尼西亚：亚洲革命已经开始 (1998)
- 科索沃大屠杀和巴尔干火药桶 (1998)
- 俄罗斯危机，自由市场的失败
- 哲学的历史
- 与泰德·格兰特合著
  - 列宁与托洛茨基：他们真正的主张 (1969)
  - 革命中的理性：马克思主义哲学和现代科学 (1995)
- 布尔什维主义：通向革命之路 (1999).
- 马克思主义和国家问题 (2000)
- 不列颠诗人和法国革命 (2003)
- 共和主义的革命辩证法——给爱尔兰共和党的公开信 (2003).
- 保卫马克思主义——回复伊斯拉尔·沙米尔 (2004)
- 西莉亚·哈特争论——斯大林主义还是列宁主义 (2004)
- 爱尔兰：共和主义和革命(2005)
- 委内瑞拉革命——马克思主义视角 (2005)
- 马克思主义与美国 (2005).
- 世界工人阶级的再度觉醒和马克思主义面临的任务 (2006)
- 改良主义还是革命——马克思主义与21世纪社会主义 (2008)
- 二十一世纪的社会主义，或名，太阳底下没有新鲜事 （2010年11月）
- 马克思主义和无政府主义作品集 (2012)
- 第一次世界大战：对大屠杀的马克思主义分析(2019)
- 哲学的历史：马克思主义视角(2021)